# Giovanni Battista de' Rossi
Giovanni Battista de' Rossi, född 22 februari 1698 i Voltaggio, död 23 maj 1764 i Rom, var en italiensk romersk-katolsk präst. Han ägnade sin prästgärning åt att hjälpa och bistå behövande, sjuka och interner; bland annat öppnade han ett härbärge för hemlösa kvinnor. Han var kanik i kyrkan Santa Maria in Cosmedin från år 1737 till sin död. Giovanni Battista de' Rossi vördas som helgon inom Romersk-katolska kyrkan.

## Bilder
| - Kyrkan Santa Maria in Cosmedin där Giovanni Battista de' Rossi var kanik. |

### Webbkällor
- ”San Giovanni Battista de' Rossi, sacerdote”. Santi e Beati. http://www.santiebeati.it/dettaglio/54450. Läst 22 oktober 2019.